# System
För andra betydelser, se System (olika betydelser).
Ett system är ett antal enheter som hänger samman i en ordnad helhet.
Läran om system kallas systemteori (engelska: system science), som är besläktat med ingenjörsämnet systemteknik. Man kan dela upp världen i olika system som åtskiljs av reella eller fiktiva gränser eller gränsskikt. System som inte betraktas eller studeras förs samman till ett stort system som kallas omgivning. Det är även möjligt att dela in ett system i delsystem, eller att gruppera ihop flera system till ett större system.
Det svenska begreppet systemvetenskap motsvarar engelskans ämne information systems, och åsyftar ett tvärvetenskapligt studie av informationssystem, särskilt affärssystem.
Löst definierat är ett system ett objekt i vilka variabler av olika typ interagerar och producerar observerbara signaler. De observerbara signalerna kallas ofta utdata, och stimuli som påverkar systemet kallas ofta indata.